# Kisújszállás (stacja kolejowa)
Kisújszállás (węg. Kisújszállás vasútállomás) – stacja kolejowa w Kisújszállás, w komitacie Jász-Nagykun-Szolnok, na Węgrzech. 
Stacja znajduje się na ważnej linii 100 Budapest – Cegléd – Szolnok – Debrecen – Nyíregyháza i obsługuje pociągi wszystkich kategorii. 

## Linie kolejowe
- Linia 100 Budapest – Cegléd – Szolnok – Debrecen – Nyíregyháza
- Linia 102 Kál-Kápolna – Kisújszállás
- Linia 927 Kisújszállás – Dévaványa - linia zlikwidowana